# Johann Christoph Denner
Johann Christoph Denner, född den 13 augusti 1655 i Leipzig, död den 20 april 1707 i Nürnberg, var en tysk instrumentmakare.
Genom att utveckla instrumentet chalumeau uppfann Denner år 1700 klarinetten.